# Otiothops namratae
Otiothops namratae is een spinnensoort uit de familie Palpimanidae. De soort komt voor in India.